# Syväsaari (ö i Norra Savolax, Norra Savolax)
Syväsaari är en ö i Finland. Den ligger i sjön Onkivesi och i kommunen Lapinlax i den ekonomiska regionen  Övre Savolax ekonomiska region  och landskapet Norra Savolax, i den centrala delen av landet, 400 km norr om huvudstaden Helsingfors. Öns area är 2,3 hektar och dess största längd är 320 meter i sydöst-nordvästlig riktning.